# ماريكا إكلوند
ماريكا إكلوند (بالفنلندية: Marika Lindholm)‏ هي عداءة سريعة فنلندية، ولدت في 14 أبريل 1948 في هانكو في فنلندا.

## وصلات خارجية
- ماريكا إكلوند على موقع الاتحاد الدولي لألعاب القوى (الإنجليزية)
- ماريكا إكلوند على موقع أوليمبيديا (الإنجليزية)